# David et Goliath (film, 2016)
Pour plus de détails, voir Fiche technique et Distribution.
David et Goliath est un film d'action américain, écrit par Jeffrey Giles et Michael Lurie et réalisé par les frères Wallace, sorti en 2016. Il met en vedettes dans les rôles principaux Matt Berberi, Michael Wayne Foster et Devine Brooke. Il est basé sur le récit biblique du combat de David et Goliath.

## Synopsis
Après que le roi Saül ait perdu la faveur de Dieu, le prophète Samuel oint le jeune berger David comme futur roi d’Israël à la place de Saül. Il l’entraîne, avec l’aide des guerriers Jashob, Eléazar et Shammah, pour faire de lui un combattant habile, qui affrontera le plus redoutable des guerriers philistins : le géant Goliath.

## Distribution
- Matt Berberi : David
- Michael Wayne Foster : Goliath
- John Knox : Samuel
- Devin Brooke : Michal[1]
- Rodger Halston : Saul
- Jason Tobias : Eleazar
- Anthony Marks : Jashob
- Les Brandt : Shammah
- Eric Paul Erickson : Lion
- Jacob Peacock : Ours
- Steven Huff : Porteur de bouclier
- Garrett Marchbank : Eliab
- Jordan Bielsky : Abinadab
- Jon Hollis : Frère 1
- Ryan Reynolds : Frère 2
- Ethan Keener : Frère 3
- Colin Vaughan : Frère 4
- James Logan : Chef israélite[2]